# 안젤리나 다닐로바
안젤리나 세르게예브나 다닐로바(러시아어: Ангелина Сергеевна Данилова 안겔리나 세르게예브나 다닐로바[*], 영어: Angelina Danilova, 1996년 12월 28일 ~ )는 러시아의 모델이다.

## 약력
본인이 SNS를 통해 한국 문화와 K팝 그리고 한국 음식을 좋아한다며 활동하여 알려진 인터넷 바이럴스타 중 한 명이며, 2016년 tvN의 예능 프로그램 《바벨 250》에 출연하게 되면서 본격적으로 활동을 시작했다. 《바벨 250》 출연 이외에도 외국인을 위한 한국어 학습 컨텐츠 유튜브 광고 등에도 출연했다.
2016년 래퍼 한해의 신곡 EYESCREAM(여름, 아이스크림) 뮤비에서 여자 주인공으로 출연했다.
2017년 가온차트 시상식에서 줄리안 퀸타르트와 함께 시상자로 나왔다.
2018년 4월에 개봉한 영화 《신 전래동화》에서 신데렐라 역으로 출연했다.
2020년 1월 17일에 첫 번째 싱글 《As You Are》이 발매된다는 소식을 자신의 인스타 계정을 통해 전하였다. 본인이 작사, 작곡에도 참여하였다.

## 출연작

### 방송
| 방송사     | 제목                         | 역할        | 방송 기간                          | 비고            |
| ---------- | ---------------------------- | ----------- | ---------------------------------- | --------------- |
| tvN        | 《바벨 250》                 | 고정 출연자 | 2016년 7월 11일 ~ 2016년 9월 27일  |                 |
| Mnet       | 《믹스 테이프》              | 패널        | 2016년 12월 30일                   |                 |
| KBS1       | 《이웃집 찰스》              | 게스트      | 2017년 3월 21일                    |                 |
| SBS 플러스 | 《스타그램2》                | 특별 게스트 | 2017년 4월 18일                    |                 |
| 유맥스     | 《더 리얼한 맥심》           | 출연자      | 2017년 4월 30일                    |                 |
| 코미디TV   | 《신상 터는 녀석들》         | 게스트      | 2017년 6월 1일                     |                 |
| TRENDY     | 《걸스 다이어리 - 싱글백서》 | 고정 출연자 | 2017년 6월 30일 ~ 2017년 9월 15일  |                 |
| 코미디TV   | 《신상 터는 녀석들》         | 게스트      | 2017년 7월 13일                    |                 |
| KBS1       | 《행복한 지도》              | 출연자      | 2017년 9월 30일                    | 예천            |
| KBS1       | 《행복한 지도》              | 출연자      | 2017년 10월 21일                   | 강화            |
| KBS1       | 《행복한 지도》              | 출연자      | 2017년 11월 4일                    | 하동            |
| KBS1       | 《행복한 지도》              | 출연자      | 2017년 11월 18일                   | 강릉            |
| KBS1       | 《행복한 지도》              | 출연자      | 2017년 12월 2일                    | 여수            |
| SBS        | 《내 방 안내서》(일일통역사) |             | 2017년 12월 6일                    |                 |
| KBS1       | 《행복한 지도》              | 출연자      | 2017년 12월 9일                    | 진도            |
| MBC every1 | 《대한외국인》               | 고정출연    | 2018년 10월 17일 ~                 |                 |
| JTBC4      | 《체크인 더 호텔》           | 고정출연    | 2019년 1월 16일 ~ 2019년 2월 6일   |                 |
| KBS2       | 《해피투게더 시즌 4》        | 게스트      | 2019년 3월 28일                    |                 |
| KBS2       | 《해피투게더 시즌 4》        | 게스트      | 2019년 4월 4일                     |                 |
| KBS2       | 《대국민 토크쇼 안녕하세요》 | 게스트      | 2019년 4월 30일                    |                 |
| JTBC       | 《혼족어플》                 | 게스트      | 2019년 8월 31일 ~ 2019년 9월 7일   |                 |
| 광주 MBC   | 《핑크 피쉬 시즌 2》         | 출연자      | 2019년 10월 8일                    | 홍어섬의 전설편 |
| JTBC       | 《77억의 사랑》              | 고정 패널   | 2020년 2월 10일 ~ 2020년 4월 27일  |                 |
| KBS2       | 《해피투게더 시즌 4》        | 게스트      | 2020년 2월 27일                    |                 |
| MBN        | 《신비한 동물 퀴즈》         | 게스트      | 2020년 5월 5일                     |                 |
| JTBC       | 《히든싱어》                 | 패널        | 2020년 8월 21일                    |                 |
| MBN        | 《윈밀리어스 러브마크》      | 고정 MC     | 2020년 9월 3일 ~ 2020년 9월 24일   |                 |
| KBS2       | 《즐거운 챔피언 시즌2》      | 참가자      | 2020년 10월 25일 ~ 2020년 11월 1일 |                 |
| 광주 MBC   | 《양림 이야기, 마을이 온다》 | 출연자      | 2020년 12월 31일                   |                 |
| KBS1       | 《다큐 On》                  | 출연자      | 2021년 1월 8일                     |                 |
| TV CHOSUN  | 《미스트롯3》                | 참가자      | 2023년 ~                           |                 |

### 라디오 방송
| 방송사     | 제목            | 역할        | 방송 기간                  | 비고 |
| ---------- | --------------- | ----------- | -------------------------- | ---- |
| SBS 파워FM | 《배성재의 텐》 |             | 2019년 1월 19일            |      |
| SBS 파워FM | 《배성재의 텐》 | 고정 게스트 | 2019년 2월 15일 ~ 3월 22일 |      |
| SBS 파워FM | 《배성재의 텐》 | 게스트      | 2019년 12월 10일           |      |

배성재 의 텐 시청자들이 안젤리나 다닐로바를 안단희 라 부른다

### 드라마
| 연도 | 방송사 | 제목                     | 역할          | 비고     |
| ---- | ------ | ------------------------ | ------------- | -------- |
| 2016 | KBS1   | 빛나라 은수              | 운동하는 손님 | 엑스트라 |
| 2024 | tvN    | 플레이어 2 : 꾼들의 전쟁 | 칼렛          | 조연     |

### 영화
| 연도 | 제목        | 역할     | 비고 |
| ---- | ----------- | -------- | ---- |
| 2018 | 신 전래동화 | 신데렐라 |      |
| 2020 | 검객        | 서역여인 |      |

### 뮤직비디오
| 연도 | 가수   | 제목                        |
| ---- | ------ | --------------------------- |
| 2016 | 한해   | EYESCREAM(여름, 아이스크림) |
| 2017 | 에디킴 | 쿵쾅대                      |
| 2019 | 스윙스 | 우사인볼트                  |
| 2020 | 부활   | 순간                        |

## 음반

### 디지털 싱글
| 순서 | 음반 정보                                                     | 트랙 리스트                                                  |
| ---- | ------------------------------------------------------------- | ------------------------------------------------------------ |
| 1    | As You Are - 발매일: 2020년 1월 17일 - 레이블: 카카오 M       | 1. As You Are 2. As You Are (ENG Ver.) 3. As You Are (inst.) |
| 2    | Sun Dance - 발매일: 2021년 6월 4일 - 레이블: 워너 뮤직 코리아 | 1. Sun Dance (Feat.한해)                                     |

### 피처링
| 연도 | 가수     | 곡명          |
| ---- | -------- | ------------- |
| 2017 | HotSauce | Take U Higher |
| 2019 | Won Jang | Sorry         |
| 2021 | 이안     | 엘라          |

## 그 외 활동

### 광고
| 연도 | 종류            | 기업명         | 제품명                                               | 참고     |
| ---- | --------------- | -------------- | ---------------------------------------------------- | -------- |
| 2016 | O2O서비스       | 콜인어스       | 대리운전 어플 키트                                   | 표지모델 |
| 2016 | 미용 의료기기   | (주)하이로닉   | 하이로닉                                             | 전속모델 |
| 2016 | 미용 의료기기   | (주)아띠베뷰티 | 아띠베뷰티                                           | 전속모델 |
| 2017 | 모바일 게임     | 미투온         | - 풀팟홀덤:더 지니어스 - 풀하우스카지노 - 카지노드림 | 홍보모델 |
| 2017 | 화장품          | XYZ포뮬러      | 세라크라운 보습크림 - 식빵 편                        |          |
| 2017 | 화장품          | XYZ포뮬러      | XYZ 크림 - 보습 테스트 건조기 편                     |          |
| 2017 | 모바일게임      | 4:33           | 다섯왕국이야기                                       |          |
| 2017 | 화장품          | 바닐라코       | 디어 하이드레이션 부스팅 크림                        |          |
| 2018 | 헤어전문 브랜드 | 헤어코 스토리  | 헤어코 스토리                                        |          |
| 2019 | 화장품          | 유니코스메틱   | 노블레스 순금 골드 앰플                              |          |
| 2019 | 카페 프렌차이즈 | 엔제리너스     | 흑당 아메리치노                                      |          |
| 2019 | 화장품          | 챕스틱         | 챕스틱 틴티드 립오일 어텀로즈                        |          |
| 2019 | 모바일 게임     | 4399코리아     | 기적의 검                                            |          |
| 2020 | 일반의약품      | 알보젠코리아   | 머시론                                               |          |
| 2020 | 차 방향제       | 불스원         | 그라스 디퓨저                                        |          |
| 2020 | 악세사리        | 가네시         | 빈칸                                                 |          |
| 2020 | 미용            | ihee           | 빈칸                                                 |          |
| 2020 | 모바일 게임     | 4399코리아     | 기적의 검                                            | [ 11 ]   |
| 2021 | 의료            | 미니쉬치과병원 | 빈칸                                                 |          |

### 화보
| 연도 | 화보/잡지명                      | 참고                |
| ---- | -------------------------------- | ------------------- |
| 2017 | 맥심 코리아 3월호                |                     |
| 2017 | 태그 매거진                      |                     |
| 2017 | 쟝 샤를 드 까스텔바작 17 FW 화보 | 프랑스 패션그룹형지 |
| 2018 | HIM 12월호                       |                     |
| 2020 | 인스타일 3월호                   | 캐리어              |
| 2020 | Singles 12월호                   |                     |
| 2021 | YCK 매거진 11월호                |                     |

## 경력
- 스카이 모델 에이전시 프로페셔널 모델
- 2017 F/W 헤라서울패션위크 패션쇼 모델[14]

## 수상
| 연도 | 시상식                        | 부문     | 출처   |
| ---- | ----------------------------- | -------- | ------ |
| 2018 | 2018 한국이미지상 시상식      | 꽃돌상   | [ 15 ] |
| 2020 | 제8회 대한민국 예술문화인대상 | 모델부문 |        |